# Ложь, измена и тому подобное…
«Ложь, измена и тому подобное…» (фр. Mensonges et trahisons et plus si affinités…) — фильм Лорана Тирара. Мировая премьера состоялась 8 октября 2004 года.

## Сюжет
Рафаэль — «литературный негр»: он пишет автобиографии разных знаменитостей за них самих, оставаясь при этом неизвестным. За 10 лет работы в издательстве Рафаэлю так и не удалось опубликовать роман от своего имени, о чём он периодически сожалеет. Несмотря на поддержку своей подруги Мюриэль, ему так и не удается смотивировать себя на написание собственного труда, под своим именем. Регулярно встречаясь с друзьями-неудачниками Рафаэль обдумывает написание своего романа. Новое задание от издательства — написание автобиографии Кевина Сторена звезды французского футбола. Случайность позволяет Рафаэлю узнать что невеста Кевина — Клэр, его первая студенческая любовь, в которую он до сих пор влюблен … и с этого момента жизнь его становится совершенно непредсказуемой.

## В ролях
- Эдуард Бер — Рафаэль Жулиан, безымянный автор
- Мари-Жозе Кроз — Мюриэль Белливье, архитектор
- Кловис Корнийяк — Кевин Сторена, звезда футбола
- Алис Тальони — Клэр, финансовый аналитик, подруга Кевина и бывшая любовь Рафаэля
- Эрик Бергер — Джефф, неудавшийся фотограф и друг Рафаэля
- Жан-Мишель Лами — Макс, биржевой маклер и друг Рафаэля
- Жан-Кристоф Буве — издатель Рафаэля